# بورکوویتسه (استان ماسوویان)
بورکوویتسه (به لهستانی:  Borkowice) یک روستا در لهستان است که در گمینا بورکوویتسه واقع شده‌است. بورکوویتسه ۶۵۸ نفر جمعیت دارد.